# Má Notícia
Má Notícia est une oeuvre de Maria Pardos, dont la date de création est inconnue. Un portrait à l'huile sur toile, elle mesure 66 centimètres de haut sur 50,5 centimètres de large et fait partie de la collection du Musée Mariano Procópio, avec le numéro d'inventaire 82.21.259. Il est probable que l'œuvre ait été influencée par Mauvaises Nouvelles, de Rodolfo Amoedo, un maître de Maria Pardos.

## Description
Le cadre de l'image présente une femme blanche, capturée de profil, assise et tenant un mouchoir dans sa main droite et une carte dans l'autre, possiblement une photographie funéraire, identifiée par le contour noir. La composition souligne l'émotion de la scène, mise en évidence par le regard abaissé dirigé vers la possible photo et par l'expression de tristesse contenue, suggérée par le mouchoir blanc près du visage.
La tenue de la figure représentée est simple, caractérisant un contexte d'humilité. Elle porte une chemise blanche à manches froncées jusqu'aux coudes et une longue jupe sombre. Sur la tête, elle utilise un foulard rouge noué à l'arrière avec un nœud bas, ne laissant visible que la frange et une partie des cheveux châtain clair jusqu'à la hauteur de l'oreille. Le seul ornement apparent est une boucle d'oreille pendante à l'oreille gauche, mise en valeur par la position de profil de la femme.
L'arrière-plan de l'image ne fournit pas d'informations précises sur le lieu où se trouve le personnage. Cependant, le titre "Mauvaise nouvelle" suggère que la femme est assise sur un seuil, renforçant l'atmosphère de mélancolie et d'introspection présente dans la scène.

## Reconnaissance
Má Notícia fait partie des collections du Musée Mariano Procópio. Son inclusion dans la Salle Maria Pardos est mentionnée dans l'édition d'août 1933 de la revue Vida Doméstica. La publication a mis en avant l'œuvre dans un reportage sur Maria Pardos, valorisant ce travail aux côtés d'autres pièces célèbres, telles que son fameux autoportrait.

## Expositions

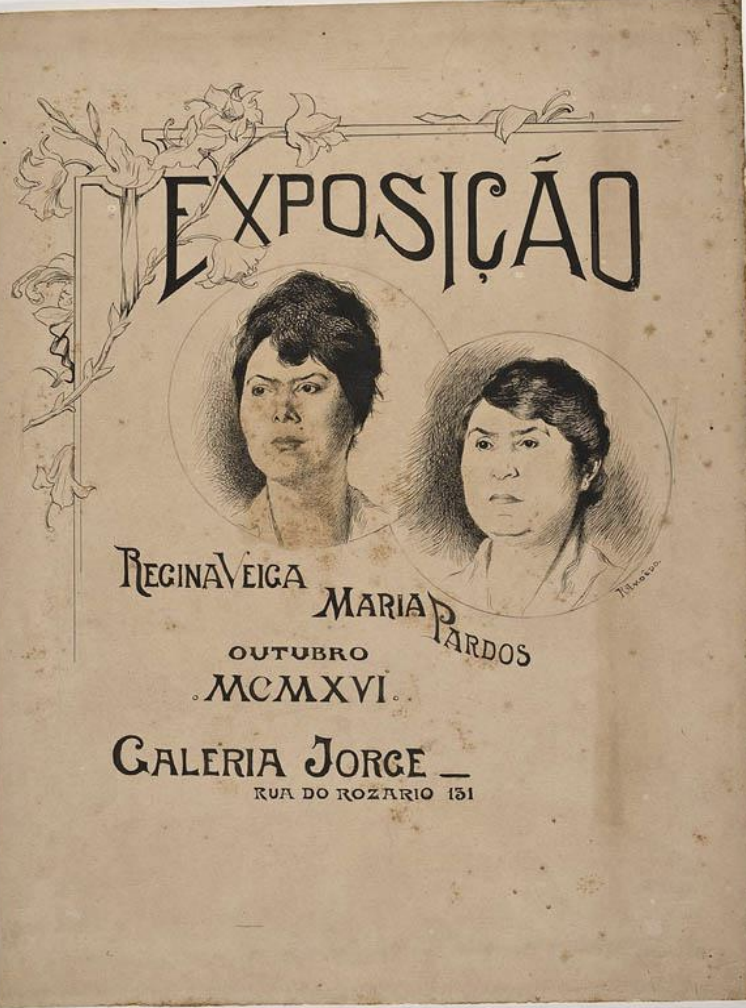
Esquisse de la couverture de l'exposition Regina Veiga et Maria Pardos, réalisée par Rodolfo Amoedo, en 1916.

- 1916 - Exposition Regina Veiga et Maria Pardos, à la Galerie Jorge.

- 1922 - Ouverture de la Galerie des Beaux-Arts, au Musée Mariano Procópio[1].